# 大坪保雄
大坪 保雄（おおつぼ やすお、1899年3月14日 - 1974年1月29日）は、日本の内務官僚、政治家。衆議院議員（5期）。

## 経歴
佐賀県生まれ。東京帝国大学法学部卒。内務省入省、警保局出身。1935年、満洲国総務庁法制処長。1940年、第37代島根県知事。大阪府警察局長。1944年、第28代長野県知事。長野県知事として終戦を迎え、玉音放送を受けて、県民に終戦を告諭した。1945年10月27日、知事を依願免本官となり退官。公職追放となる。
追放解除後の1952年の第25回衆議院議員総選挙と1953年の第25回衆議院議員総選挙に佐賀選挙区から自由党で出馬するが、落選。1955年の第27回衆議院議員総選挙で初当選。その後、自由民主党に入り1960年7月、第1次池田内閣文部政務次官。同年11月の第29回衆議院議員総選挙では落選。1963年の第30回衆議院議員総選挙で返り咲く。1964年7月、第3次池田改造内閣法務政務次官。同年11月、第1次佐藤内閣法務政務次官。1969年、衆議院文教委員長在任中に、日本社会党と公明党から解任決議案が提出されたが、否決された。1972年の第33回衆議院議員総選挙で落選し、政界引退。
1974年1月9日、心筋梗塞のため東京都目黒区の国立東京第二病院にて死去。74歳。死没日をもって勲二等旭日重光章追贈（勲三等からの昇叙）、正四位から従三位に叙される。

## 役職
- 国民精神総動員本部常任理事

## 家族
- 息子 - 大坪健一郎（元衆議院議員）